# Francis San Juan
Pour les articles homonymes, voir San Juan.
Francis San Juan, né le 22 juin 1929 à Lunel et mort dans un accident de la route en 1967, est un raseteur français, vainqueur de la Cocarde d'or. De manière plus anecdotique, il fut acteur.

## Biographie
Il fait partie du carré d'As, mythique quatuor de raseteurs formé de Roger Pascal, François Canto et André Soler.

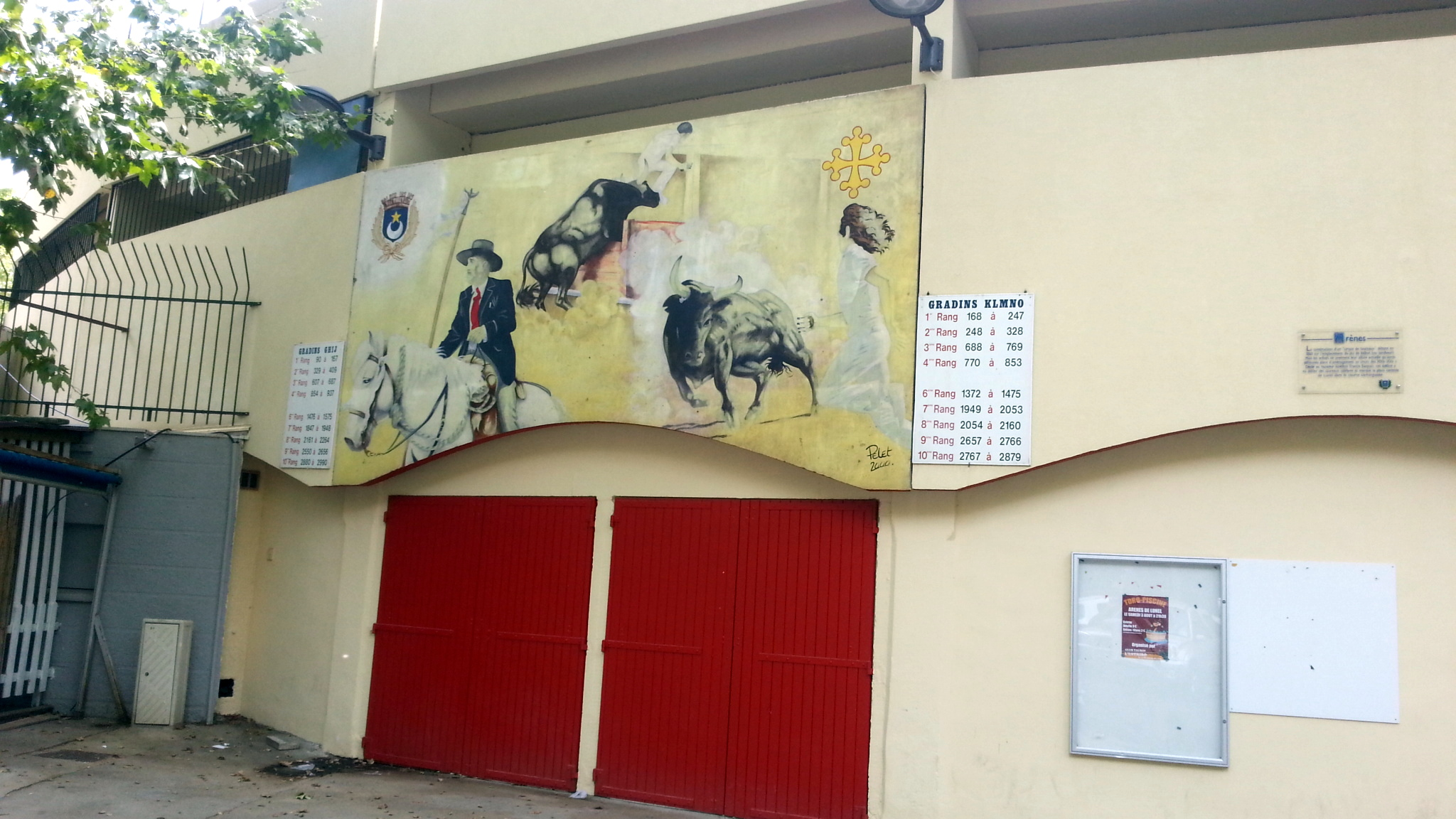
L'entrée des arènes San-Juan de Lunel.

Il est ensuite employé par la famille Ricard, et le responsable de l'école taurine de Méjanes et participera à la renaissance des arènes d'Alés (du Tempéras) inaugurées en 1966 où de nombreuses novilladas seront organisées.

### Palmarès
- Cocarde d'or : 1962

## Filmographie
- 1960 : Chien de pique d'Yves Allégret
- 1963 : D'où viens-tu Johnny ? de Noël Howard

## Postérité
Les arènes de Lunel portent son nom.